# Henri Davenne
Henri Jean Baptiste Davenne, né le 12 janvier 1789 à Paris, et mort le 2 juillet 1869 à Joinville-le-Pont, est un haut fonctionnaire français. Il est le premier directeur général de l’Assistance publique de Paris de 1849 à 1859.

## Biographie
Henri Davenne est le fils d’Anne Cécile Milet et de son époux Jean Baptiste Davenne, greffier en chef du baillage du Palais de justice de Paris, puis avocat et surveillant en chef de l’école vétérinaire de Maisons-Alfort (Seine, act. Val-de-Marne).
Il s’est marié en mars 1813 à Paris avec Antoinette Eléonore Fleuret ; il est père d’une fille.

### Parcours professionnel

#### Fonctionnaire au ministère de l'Intérieur (1812-1848)
Henri Davenne commence sa carrière au sein du ministère de l’Intérieur, il est chargé du suivi des collectivités locales. Il publie, en 1824, un Traité pratique de voirie urbaine et fait paraître en 1840 le Régime administratif et financier des communes. Dans le cadre de ses fonctions, Davenne siège dans les instances sur la révision des règlements en vigueur sur la voirie urbaine et les constructions (1842), contre le déboisement des montagnes (1845), et sur les assurances contre l’incendie (1846).
Toujours au ministère de l’intérieur, Davenne devient en 1844 chef de la division de l’administration communale et hospitalière. À ce titre, il est intégré dans la commission que le préfet de la Seine nomme en septembre 1848 « dans le but d'étudier et de préparer un projet de réorganisation de l'administration des hôpitaux, hospices civils et secours à domicile de la ville de Paris ».
Le résultat de leurs réflexions sert de base à la loi du 10 janvier 1849, qui organise l'administration générale de l'Assistance publique à Paris, confiant à un seul fonctionnaire le service hospitalier et les secours à domicile. Contrairement aux structures antérieures, c’est le directeur général, placé sous la double autorité du ministre et du préfet, qui détient le pouvoir, le rôle du conseil de surveillance étant consultatif.

#### Directeur de l'Assistance publique (1849-1859)
Par un arrêté ministériel du 2 février 1849, Henri Davenne devient, à soixante ans, le premier à occuper cette fonction. Au cours de cette même année, il doit faire face à une épidémie de choléra, qui coûte la vie à 155 employés de l'Assistance publique, dont trois directeurs d'hôpitaux, six internes, dix sœurs hospitalières et un aumônier. Une seconde phase, également meurtrière, éclatera en 1853-1854.
Après le « rétablissement de la dignité impériale » décidé par le plébiscite du 21 novembre 1852 et la promulgation de l'Empire le 1er décembre, Louis-Napoléon Bonaparte se proclame empereur le 2 décembre sous le nom de Napoléon III. La cérémonie d’investiture se poursuit le 3 décembre à 11 h par une visite à l'Hôtel-Dieu. C’est « Le premier établissement public que l'Empereur ait voulu visiter (…) S. M. ajoutait qu’elle voulait que sa première visite, comme Empereur, fut pour les pauvres et, pour ceux qui souffrent ». Il est reçu par l'archevêque de Paris, Marie Dominique Sibour, le préfet de la Seine, Berger, le préfet de police de Paris, Pierre Marie Pietri, le directeur de l'assistance publique, Henri Henri Jean-Baptiste Davenne et le secrétaire général de l'Intérieur, Henri Chevreau. Après avoir visité les malades, il se rend à la cathédrale Notre-Dame de Paris.
Sous la houlette de Davenne, l'hôpital général Sainte-Marguerite devient un établissement pour enfants (act. hôpital Armand-Trousseau) en 1854. Gérant un leg, le directeur général fait construire l'hôpital Lariboisière en 1858. Pour soigner les enfants scrofuleux (ou tuberculeux), l’Assistance publique ouvre des hôpitaux à Forges (Seine-et-Oise, act. Essonne) et Berck (Pas-de-Calais) en 1859.
En mars 1853, Davenne intègre la commission qui tente de trouver des substituts au plomb utilisé dans les peintures, pour réduire le risque de saturnisme. Il rejoint en avril 1855 une autre commission, pour l'établissement des asiles destinés aux ouvriers convalescents ou mutilés ; dans ce cadre, des établissements sont ouverts à Vincennes (Seine, act. Val-de-Marne) et au Vésinet (Seine-et-Oise, act. Yvelines).
En juin 1859, Davenne est inclus dans le comité chargé qui gère les sommes récoltées auprès du public pour venir en aide aux familles des militaires et marins de l’armée d’Italie blessés ou tués. À la fin de la même année, le 22 décembre 1859, à l’âge de 70 ans, Henri Davenne prend sa retraite de l’Assistance publique avec le titre de directeur honoraire. Il est remplacé par Armand Husson.

## Activités connexes
Henri Davenne a été élu associé libre de l'Académie nationale de médecine en janvier 1854. À partir de janvier 1862, il siège au conseil supérieur la Société du Prince-Impérial pour l’enfance au travail. Il rédige en 1865 un livre, De l'organisation et du régime des secours publics en France. Il était aussi membre du comité consultatif d'hygiène et du conseil de l'association générale des médecins de France.
Henri Davenne meurt le 2 juillet 1869 à Joinville-le-Pont où il résidait avec son épouse. Son inhumation le 6 juillet dans le cimetière de la commune s’est faite « en présence d’une foule de personnages connus », dont le docteur Auguste Ambroise Tardieu, membre de l’Académie de médecine, qui prononça un des discours.
La comédienne et poète Marceline Desbordes-Valmore lui a rendu hommage dans une lettre à l’écrivaine Camille Derains de septembre 1856. Il avait fait entrer son beau-frère dans un asile à Paris et elle écrit que « le meilleur des hommes vivants vient de m’accorder un si grand bienfait ».

## Décorations
- Commandeur de la Légion d'honneur 22 août 1858, officier 11 novembre 1848, chevalier 1er mai 1833[22]
- Commandeur de l'Ordre du Christ du Portugal 30 avril 1856[22]
- Récipiendaire de l'Ordre de Sainte-Anne de Russie 21 décembre 1858[22]
- Chevalier de l'Ordre royal de l'Étoile polaire de Suède 30 avril 1856[22]

## Œuvres
- Recueil méthodique et raisonné des lois et règlements sur la voirie, les alignements et la police des constructions, Carilian-Goeury, Paris, 1824. Notice FRBNF33851891
- Régime administratif et financier des communes, Carilian-Goeury, Paris, 1840. Notice FRBNF30304341
- Traité pratique de voirie urbaine, P. Dupont, Paris, 1858. Notice FRBNF30304335
- De l'organisation et du régime des secours publics en France, P. Dupont, Paris, 1865. Notice FRBNF30304337

## Sources
- Ferdinand Hoefer, Nouvelle biographie générale, Firmin-Didot, Paris, 1857. Notice FRBNF37339830
- Gustave Vapereau, Dictionnaire universel des contemporains, Hachette, Paris, 1863. Notice FRBNF31542980
- Pierre Larousse, Grand dictionnaire universel du 19e siècle, Vevey, 1875. Notice FRBNF34168241
- Honoré Fisquet, Dictionnaire des célébrités de la France, Le Vasseur, Paris, 1879. Notice FRBNF30438821
- Administration générale de l'assistance publique, L'Assistance publique en 1900, Masson, Paris, 1900. Notice FRBNF11862143